# Lagg (Whiskybrennerei)
Lagg ist die zweite Whiskybrennerei der Isle of Arran Distillers und steht im Ort Lagg auf der Isle of Arran in Schottland, Großbritannien.

## Geschichte
Nach dem großen Erfolg der ersten Arran-Destillerie seit 1997 setzten die Inhaber der Brennerei ab 2017 eine neue Idee um. Sie wollten die Produktion von getorftem und ungetorftem Whisky trennen und für weitere Experimente eine zweite Destillerie bauen. Bereits 2019 war die Brennerei in Lagg fertig. Die bisherige Brennerei wurde von Arran in Lochranza (entsprechend dem Standort im Dorf Lochranza) umbenannt. Die ersten Fässer wurden in Lagg 2019 befüllt, die ersten Abfüllungen aus Lagg sind seit Ende 2022 im Handel. Während Lochranza nur noch ungetorfe Whiskys produzieren wird, wird in Lagg nur getorftes Gerstenmalz verwendet.

## Produktion
Das verwendete, getorfte Malz enthält 50 ppm Phenol. Bisher verfügt die junge Brennerei nur über eine wash still mit 10.000 l und eine spirit still mit 7.500 l. Mit 750.000 l Produktionsvolumen pro Jahr liegt die Destillerie eher im unteren Bereich im Vergleich zu anderen Schottischen Brennereien. Vorgesehen sind Versuche mit verschiedenen Gerstenarten und verschiedene Destillationsprozesse.